# Percorsi a piedi nudi

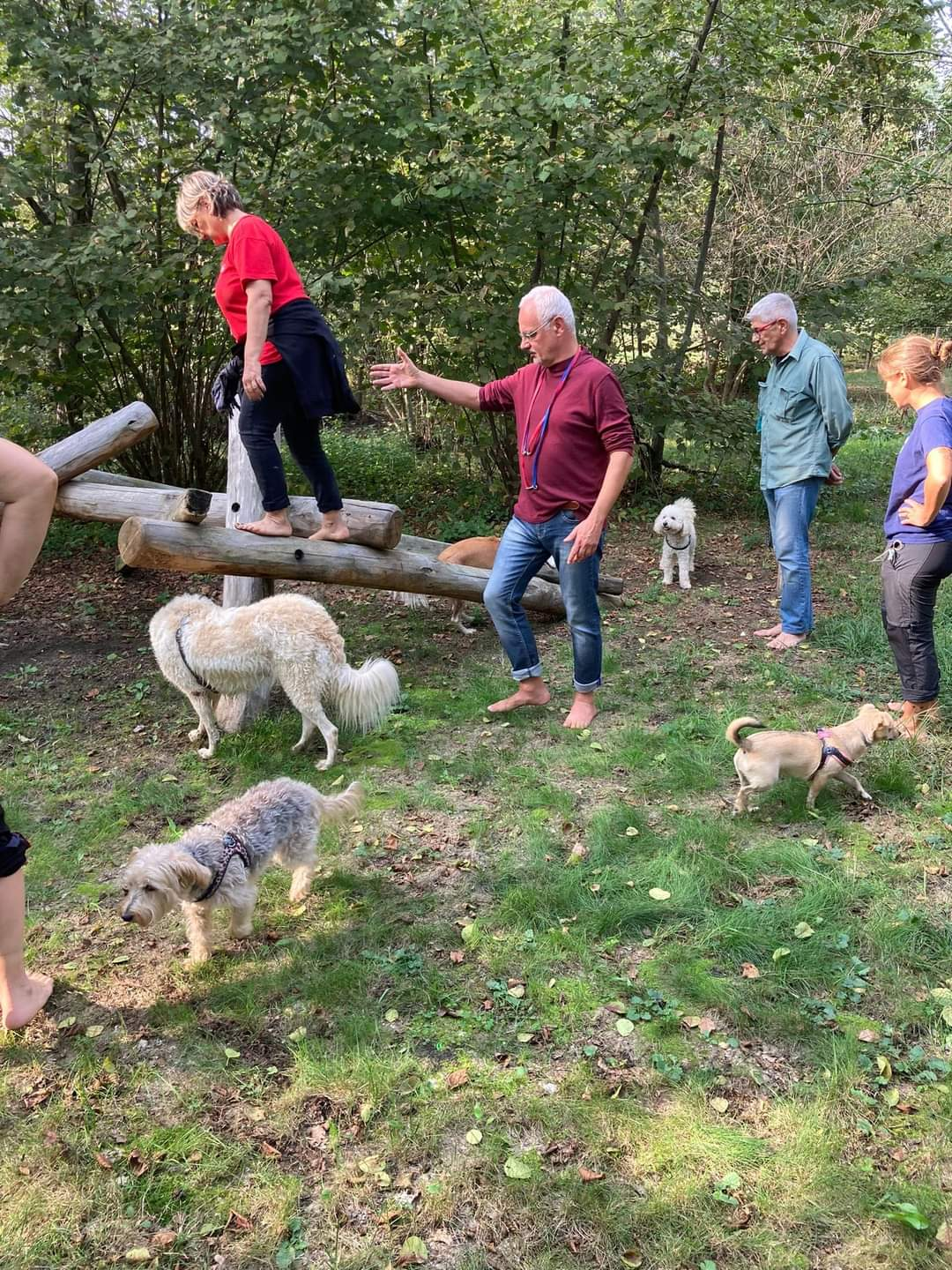
A piedi nudi nel Parco di Stupinigi

Un percorso a piedi nudi è un'area attrezzata per la camminata senza calzature.
In genere queste aree si trovano all'interno di parchi naturali, anche se è possibile trovare dei percorsi temporanei in aree urbane o percorsi stabili presso impianti sportivi o terapeutici. In particolare, un sentiero a piedi nudi in un contesto naturale è costituito da ciottoli, travi di legno, erba, fieno, pezzi di corteccia d'albero e altri materiali, attraverso ruscelli o bassifondi di ruscelli, bacini di palude o fango, e dà particolari impressioni sensoriali rafforzando la muscolatura e la propriocezione. Questi sentieri solitamente presentano fondi ricostruiti e fondi naturali, in alternanza.
Tali percorsi da percorrere a piedi nudi dovrebbero favorire la salute e la capacità di muoversi in equilibrio, suscitare interesse per la natura o semplicemente rappresentare una distrazione insolita durante eventi pubblici o attrazioni turistiche. Sono particolarmente numerosi nei paesi di lingua tedesca dell'Europa centrale.

## In Italia
- A piedi nudi sul tempo nel Parco Paneveggio e Pale San Martino[2]
- La Foresta in punta di piedi presso il Parco Naturale La Mandria.[3]
- Bosco Le Risere presso il Parco di Stupinigi.[4]
- F'Orma presso il Parco Gesso e Stura.[5]

## Interprogetto
- Wikimedia Commons contiene immagini o altri file su Percorsi a piedi nudi